# Дакфейс

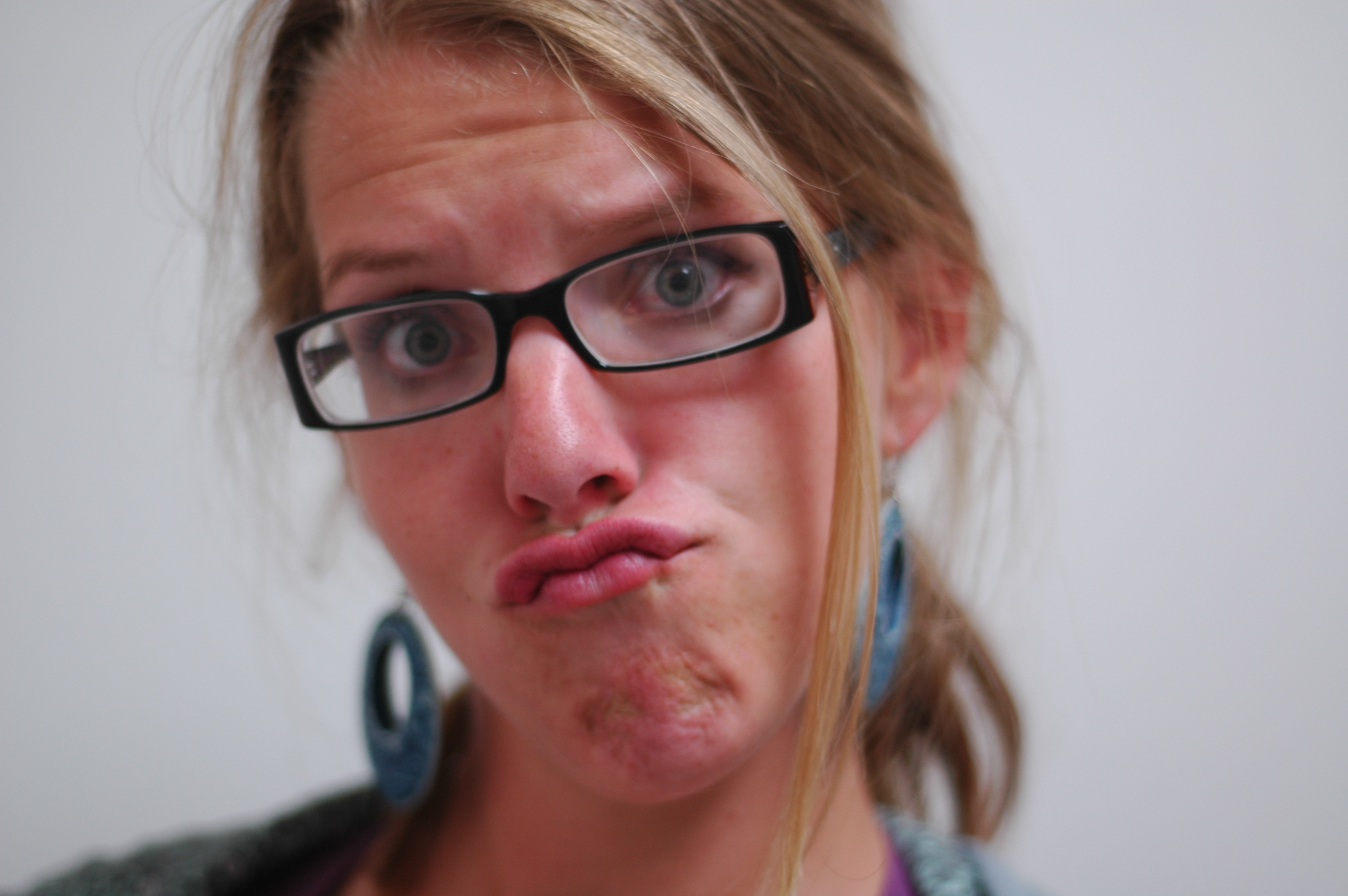
Дакфейс

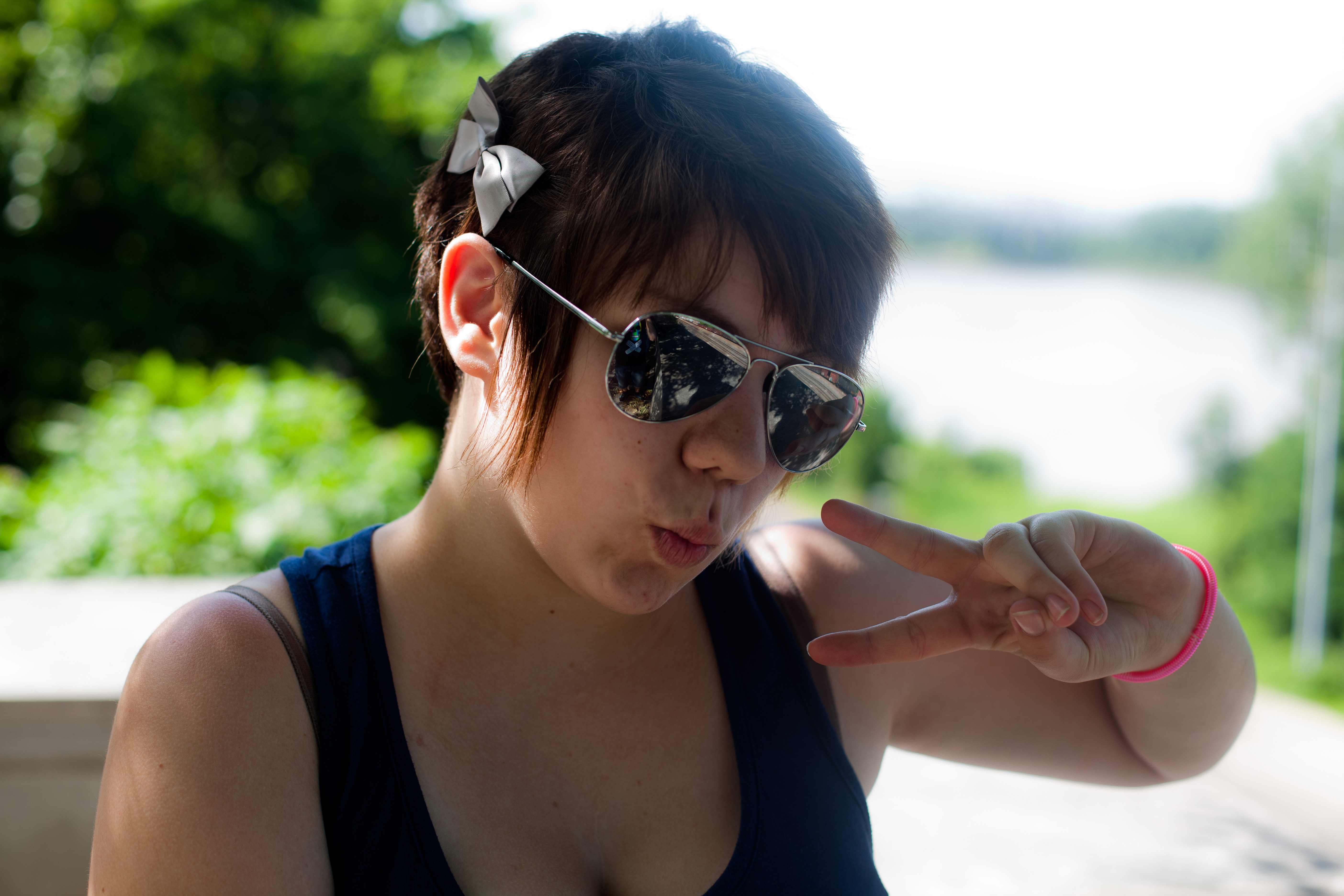
Дакфейс и жест «виктория»

Дакфейс (англ. duckface, досл. утиное лицо) — тенденция в изображении себя в Интернете, преимущественно среди пользователей-женщин. Состоит в выпячивании губ при фотографировании, обычно себя, с последующим размещением полученного автопортретного снимка в социальных сетях.
По мнению пользователей, склонных к такой самопрезентации, выпяченные губы, сложенные «бантиком» либо изображающие поцелуй, порой с одновременным втягиванием щёк, выглядят мило и сексуально.
Подобная эстетика подвергается критике и вызывает активное неприятие со стороны многих наблюдателей. Было даже сформировано контр-движение «antiduckface». Активисты движения заявляют, что «утиное лицо» смотрится глупо и непривлекательно. В отличие от них, люди, практикующие дакфейс, надеются привлечь к себе внимание через возбуждение сочувствия, расположения.